# グレゴア・シュリーレンツァウアー
グレゴア・シュリーレンツァウアー（Gregor Schlierenzauer、1990年1月7日 - ）はオーストリア、チロル州インスブルック出身の元スキージャンプ選手である。2021年現在、男子ワールドカップの史上最多勝利のレコードを持つ。

## プロフィール
1990年1月7日、インスブルックでポール・シュリーレンツァウアーとアンジェリカ夫妻の長男として生まれた。姉グロリアと弟ルーカスがいる。彼には生まれつき左の耳に聴覚障害がある。8歳の時SV Innsbruck-Bergisel clubでスキージャンプを始めた。伯父のマルクス・プロック（リュージュのオリンピックメダリストである）がマネージャーとなり、2001年にフィッシャーと、その数年後にはレッドブルとスポンサー契約を結んだ。
2005年のノルディックスキージュニア世界選手権に出場し団体戦4位、個人戦20位だった。
2006年のジュニア世界選手権（スロベニア、クラーニ）では個人戦、団体戦ともに金メダルを獲得。同年3月には日本で行われたFIS-Cupに出場、宮様スキー大会のノーマルヒル（宮の森ジャンプ競技場）で優勝するなど実力の片鱗を披露した。
これらの活躍によりアレックス・ポイントナーコーチによりナショナルチームに招集され、3月12日にホルメンコーレン大会でスキージャンプ・ワールドカップデビューを果たして24位となった。
2006年のスキージャンプ・サマーグランプリでは1勝をあげて総合5位となった。2006年12月3日のリレハンメル（ノルウェーでワールドカップ初優勝。2007年1月7日、ビショフスホーフェンで17歳の誕生日を優勝で飾り、ジャンプ週間総合ではアダム・マリシュに次いで2位となった。世界選手権では団体金メダルを獲得した。このシーズン、ワールドカップでは5勝をあげて総合5位となった。
2007年のサマーグランプリでは2勝して総合3位となった。2007/08シーズンも開幕から好調で常に一桁順位に入っていたが開幕から6連勝するなど絶好調の同僚トーマス・モルゲンシュテルンの陰に隠れる形だった。2008年1月1日のガルミッシュ＝パルテンキルヒェンでこのシーズン初勝利をあげた。しかし地元インスブルックの第3戦は強風でビショフスホーフェンに変更となり5位、第4戦では2本目に進めず42位となりジャンプ週間は12位に終わった。2008年2月のスキーフライング世界選手権では個人、団体の2冠を獲得、シーズン終盤には4連勝するなどして結局ワールドカップ総合でモルゲンシュテルンに次ぐ2位となった。またプラニツァのフライングで233.5mのオーストリア記録をマークした。
2008年のサマーグランプリでは5勝して総合優勝を果たした。2008/09シーズンは開幕からシモン・アマンが絶好調で、総合首位を走ったが、シュリーレンツァウアーも常に上位に入って好調を維持していた。2009年1月17日のザコパネ（ポーランド）から2月11日のクリンゲンタール（ドイツ）まで6連勝を記録、これはヤンネ・アホネン、マッティ・ハウタマキ、モルゲンシュテルンに次いで史上4人目である。世界選手権ではノーマルヒル個人で銀メダル、団体金メダルを獲得、シーズンではともに当時の新記録となる13勝、2083ポイントをあげで総合優勝を達成したが、シーズン終了後の3月25日にラムソーで用具のテストジャンプを行っている最中に転倒し右ひざ靭帯を断裂する重傷を負った。すぐに手術を受け、6月にはジャンプのトレーニングを再開した。
8月には復帰してすぐにサマーグランプリで優勝し、けがの影響を感じさせなかった。
2009/10シーズンも開幕から好調でワールドカップの総合をシモン・アマンと激しく争い、2010年1月22日には史上5人目の通算30勝に到達した。2010年バンクーバーオリンピックでは、個人ノーマルヒル、個人ラージヒル両種目で銅メダルを獲得し、男子団体では金メダルのメンバーとなった。オリンピック後は4連勝したアマンに水をあけられ、ワールドカップ総合2位に終わった。総合優勝を逃した選手としては歴代で単独最多のシーズン8勝を挙げている。
2010/11シーズンは開幕から彼としては不調で11月と12月は10位以内に入ることが出来ず、その上練習中に右膝靭帯を痛めてしまった。しかし半月後には練習を再開し、ジャンプ週間の後半インスブルックからワールドカップに復帰した。2月12日と13日のヴィケルスンのフライングで連勝、2月12日には243.5mのオーストリア記録をマークした。2011年ノルディックスキー世界選手権では個人ノーマルヒルこそ8位に甘んじたが団体2種目優勝、個人ラージヒルでは同僚モルゲンシュテルンを僅か0.3ポイント差でかわして金メダル獲得と活躍した。3月18日のプラニツァでシーズン3勝目、同20日の最終戦4位となり、ワールドカップ総合9位まで順位をあげてシーズンを終えた。
2011/12シーズンもサマーグランプリから好調で常に表彰台を維持、冬のシーズンに入っても優勝争いの常連でスキージャンプ週間では自身初の総合優勝を達成した。2012年2月4日、ヴァル・ディ・フィエンメでのラージヒルで優勝、マッチ・ニッカネンに次いで史上二人目の個人通算40勝に到達した。この後やや勢いが失われ、2012年スキーフライング世界選手権では団体で金メダルを獲得したもののワールドカップ総合では結局アンデシュ・バーダルに及ばず2位となった。
2012/13シーズンも開幕から好調を維持、シーズン5勝目でスキージャンプ週間を2年連続で制覇すると次の焦点はニッカネンの通算勝利数に移った。1月26日にヴィケルスンで行われたスキーフライングで勝利して46勝のタイ記録、2月3日のハラコフで47勝の新記録を達成した。2013年ノルディックスキー世界選手権では金メダル1個、銀メダル2個を獲得。さらにホルメンコーレン大会で優勝、3月22日のフライングで通算50勝に到達し2度目のワールドカップ総合優勝を達成した。
2013/14シーズンは前半に2勝を追加し、2位1回、3位1回で総合6位にとどまった。ソチオリンピックでは個人ノーマルヒル11位、個人ラージヒル7位、男子団体銀メダルのメンバーとなった。スキーフライング世界選手権は個人24位であった。
2014/15シーズンは前半に1勝と2位を追加したが、2桁順位の試合が増加し、総合10位にとどまった。2015年ノルディックスキー世界選手権では個人ノーマルヒルは22位にとどまったものの、個人ラージヒルおよび男子団体では銀メダルを獲得した。
2015/16シーズンは開幕戦より勢いがつかず、一時休養の後ジャンプ週間に臨んだが思うようなパフォーマンスが得られず、無期限の休養に入った。2016年春にはカナダでスキー中に靭帯を断裂し、翌シーズンの夏も休養した。
2016/17シーズンはワールドカップヴィスワ大会より復帰したが、7戦の出場にとどまった。2017年ノルディックスキー世界選手権では個人ノーマルヒルは24位、男子団体では銅メダルを獲得した。
2017/18シーズンはワールドカップでは最高18位にとどまり、総合35位であった。平昌オリンピックでは個人ノーマルヒル22位、個人ラージヒル4位であった。
2018/19シーズンはワールドカップに8試合臨んだが、ポイント獲得は2試合にとどまった。
2019/20シーズンはワールドカップにフル参戦し、最高4位で総合20位であった。
2020/21シーズンはワールドカップに6試合臨んだが、ポイント獲得は2試合にとどまった。シーズン前半に行われたスキーフライング世界選手権は個人26位、団体6位であった。その後コンチネンタルカップに参加したが十字靭帯を断裂し、このシーズンを終えた。
2021年9月、現役引退を表明した。

## 主な記録
- スキージャンプ・ワールドカップ
  - 個人53勝（最高記録）
  - 団体16勝（タイ記録）
  - 総合優勝（2008/09シーズン、2012/13シーズン）
  - 6連勝（タイ記録、2008/09シーズン）
  - フライングヒル個人14勝（最高記録）
  - フライングヒル個人表彰台19回（最高記録）

- 優勝歴

|                                      | 日付           | 開催地                           | 開催国       |
| ------------------------------------ | -------------- | -------------------------------- | ------------ |
| スキージャンプ・ワールドカップ       |                |                                  |              |
| 1.                                   | 2006年12月3日  | リレハンメル                     | ノルウェー   |
| 2.                                   | 2006年12月16日 | エンゲルベルク                   | スイス       |
| 3.                                   | 2006年12月30日 | オーベルストドルフ               | ドイツ       |
| 4.                                   | 2007年1月7日   | ビショフスホーフェン             | オーストリア |
| 5.                                   | 2007年2月7日   | クリンゲンタール                 | ドイツ       |
| 6.                                   | 2008年1月1日   | ガルミッシュ＝パルテンキルヒェン | ドイツ       |
| 7.                                   | 2008年1月25日  | ザコパネ                         | ポーランド   |
| 8.                                   | 2008年3月7日   | リレハンメル                     | ノルウェー   |
| 9.                                   | 2008年3月9日   | オスロ                           | ノルウェー   |
| 10.                                  | 2008年3月14日  | プラニツァ                       | スロベニア   |
| 11.                                  | 2008年3月16日  | プラニツァ                       | スロベニア   |
| 12.                                  | 2008年12月6日  | トロンハイム                     | ノルウェー   |
| 13.                                  | 2008年12月21日 | エンゲルベルク                   | スイス       |
| 14.                                  | 2009年1月10日  | バート・ミッテルンドルフ         | オーストリア |
| 15.                                  | 2009年1月11日  | バート・ミッテルンドルフ         | オーストリア |
| 16.                                  | 2009年1月17日  | ザコパネ                         | ポーランド   |
| 17.                                  | 2009年1月24日  | ウィスラー                       | カナダ       |
| 18.                                  | 2009年1月25日  | ウィスラー                       | カナダ       |
| 19.                                  | 2009年1月31日  | 札幌                             | 日本         |
| 20.                                  | 2009年2月8日   | ヴィリンゲン                     | ドイツ       |
| 21.                                  | 2009年2月11日  | クリンゲンタール                 | ドイツ       |
| 22.                                  | 2009年3月8日   | ラハティ                         | フィンランド |
| 23.                                  | 2009年3月15日  | ヴィケルスン                     | ノルウェー   |
| 24.                                  | 2009年3月20日  | プラニツァ                       | スロベニア   |
| 25.                                  | 2009年12月5日  | リレハンメル                     | ノルウェー   |
| 26.                                  | 2009年12月19日 | エンゲルベルク                   | スイス       |
| 27.                                  | 2010年1月1日   | ガルミッシュ＝パルテンキルヒェン | ドイツ       |
| 28.                                  | 2010年1月3日   | インスブルック                   | オーストリア |
| 29.                                  | 2010年1月10日  | バート・ミッテルンドルフ         | オーストリア |
| 30.                                  | 2010年1月22日  | ザコパネ                         | ポーランド   |
| 31.                                  | 2010年1月23日  | ザコパネ                         | ポーランド   |
| 32.                                  | 2010年2月6日   | ヴィリンゲン                     | ドイツ       |
| 33.                                  | 2011年2月12日  | ヴィケルスン                     | ノルウェー   |
| 34.                                  | 2011年2月13日  | ヴィケルスン                     | ノルウェー   |
| 35.                                  | 2011年3月18日  | プラニツァ                       | スロベニア   |
| 36.                                  | 2011年12月9日  | ハラコフ                         | チェコ       |
| 37.                                  | 2011年12月30日 | オーベルストドルフ               | ドイツ       |
| 38.                                  | 2012年1月1日   | ガルミッシュ＝パルテンキルヒェン | ドイツ       |
| 39.                                  | 2012年1月21日  | ザコパネ                         | ポーランド   |
| 40.                                  | 2012年2月4日   | ヴァル・ディ・フィエンメ         | イタリア     |
| 41.                                  | 2012年11月25日 | リレハンメル                     | ノルウェー   |
| 42.                                  | 2012年12月8日  | ソチ                             | ロシア       |
| 43.                                  | 2012年12月16日 | エンゲルベルク                   | スイス       |
| 44.                                  | 2013年1月4日   | インスブルック                   | オーストリア |
| 45.                                  | 2013年1月6日   | ビショフスホーフェン             | オーストリア |
| 46.                                  | 2013年1月26日  | ヴィケルスン                     | ノルウェー   |
| 47.                                  | 2013年2月3日   | ハラコフ                         | チェコ       |
| 48.                                  | 2013年2月3日   | ハラコフ                         | チェコ       |
| 49.                                  | 2013年3月17日  | オスロ                           | ノルウェー   |
| 50.                                  | 2013年3月22日  | プラニツァ                       | スロベニア   |
| 51.                                  | 2013年11月29日 | クーサモ                         | フィンランド |
| 52.                                  | 2013年12月7日  | リレハンメル                     | ノルウェー   |
| 53.                                  | 2014年12月6日  | リレハンメル                     | ノルウェー   |
| スキージャンプ・サマーグランプリ     |                |                                  |              |
| 1.                                   | 2006年8月16日  | クーシュベル                     | フランス     |
| 2.                                   | 2007年8月16日  | プラジェラート                   | イタリア     |
| 3.                                   | 2007年10月6日  | クリンゲンタール                 | ドイツ       |
| 4.                                   | 2008年8月5日   | プラジェラート                   | イタリア     |
| 5.                                   | 2008年8月30日  | ザコパネ                         | ポーランド   |
| 6.                                   | 2008年8月30日  | ザコパネ                         | ポーランド   |
| 7.                                   | 2008年10月3日  | クリンゲンタール                 | ドイツ       |
| 8.                                   | 2008年10月4日  | リベレツ                         | チェコ       |
| 9.                                   | 2009年8月22日  | ザコパネ                         | ポーランド   |
| 10.                                  | 2009年10月3日  | クリンゲンタール                 | ドイツ       |
| 11.                                  | 2011年10月1日  | ヒンゼンバッハ                   | オーストリア |
| スキージャンプ・コンチネンタルカップ |                |                                  |              |
| 1.                                   | 2006年7月23日  | フィラハ                         | オーストリア |
| スキージャンプ・FISカップ            |                |                                  |              |
| 1.                                   | 2006年3月4日   | 札幌                             | 日本         |
| スキーフライング世界選手権           |                |                                  |              |
| 1.                                   | 2008年2月23日  | オーベルストドルフ               | ドイツ       |
| ノルディックスキージュニア世界選手権 |                |                                  |              |
| 1.                                   | 2006年2月2日   | クラーニ                         | スロベニア   |
| FISレース                            |                |                                  |              |
| 1.                                   | 2005年12月17日 | プレダッツォ                     | イタリア     |
| オーストリア選手権                   |                |                                  |              |
| 1.                                   | 2006年10月14日 | ラムサウ                         | ノーマルヒル |
| 2.                                   | 2006年10月15日 | ビショフスホーフェン             | ラージヒル   |
| 3.                                   | 2007年         |                                  | ラージヒル   |
| 4.                                   | 2008年         |                                  | ノーマルヒル |
| 5.                                   | 2008年         |                                  | ラージヒル   |
| 6.                                   | 2009年10月17日 | シュタムス                       | ノーマルヒル |
| 7.                                   | 2009年10月18日 | インスブルック                   | ラージヒル   |
| 8.                                   | 2010年10月10日 | ヒンゼンバッハ                   | ノーマルヒル |

- 保持しているバッケンレコード

| 日付           | 開催地                   | 開催国       | ヒルサイズ | 飛距離 |
| -------------- | ------------------------ | ------------ | ---------- | ------ |
| 2007年12月1日  | クーサモ                 | フィンランド | 142        | 147.0m |
| 2009年1月10日  | バート・ミッテルンドルフ | オーストリア | 200        | 215.5m |
| 2009年1月25日  | ウィスラー               | カナダ       | 140        | 149.0m |
| 2009年10月17日 | シュタムス               | オーストリア | 115        | 118.0m |
| 2011年2月26日  | オスロ                   | ノルウェー   | 106        | 110.0m |